# Eumida quadrocula
Eumida quadrocula är en ringmaskart som först beskrevs av William Aitcheson Haswell 1886.  Eumida quadrocula ingår i släktet Eumida och familjen Phyllodocidae. Inga underarter finns listade i Catalogue of Life.